# NGC 3652
NGC 3652 is een balkspiraalstelsel in het sterrenbeeld Grote Beer. Het hemelobject werd op 23 maart 1789 ontdekt door de Duits-Britse astronoom William Herschel.

## Synoniemen
- UGC 6392
- MCG 6-25-55
- ZWG 185.49
- ARAK 291
- IRAS 11199+3802
- PGC 34917